# HK Triglav Kranj
HK Triglav je slovenski klub hokeja na ledu iz Kranja. Osnovan je 1968.